# Мускусна черепаха мала
Мускусна черепаха мала (Sternotherus minor) — вид черепах з роду Мускусні черепахи родини Мулові черепахи. Має 2 підвиди.

## Опис
Загальна довжина карапаксу досягає 8-13,5 см. Голова середнього розміру. Карапакс овальний, у молодих черепах — з 3 поздовжніми гребенями, які поступово зникають з віком. Пластрон маленький з одиночною слабко вираженою зв'язкою—шарніром і з горловим щитком. Сосочки є тільки на підборідді. У самців хвіст широкий, що закінчується шипом, у самиць він тільки досягає краю карапаксу. Лапи мають розвинені плавальні перетинки.
Голова світла, вкрита дрібними коричневими плямами. Верхня сторона панцира (карапакс) коричнево—оливкова. Місця з'єднання щитків більш темні, черепаха може мати темні плями або смуги, що радіально розходяться. Пластрон рожевого або жовтого забарвлення.
Підвиди різняться за забарвлення. У sternotherus minor minor більш чіткі смуги на голові і шиї. Молоді особини на карапаксі мають 3 кіля, які з віком зникають. У sternotherus minor peltifer смуги на голові і шиї відсутні. Молоді особини мають на карапакса тільки 1 кіль, який з віком зникає.

## Спосіб життя
Полюбляє річки, струмки, болота, протоки і непроточні водойми. Зустрічається, головним чином, навколо топляків й повалених дерев у тих місцях, де м'яке мулисте дно. Незважаючи на те, що цей вид полюбляє дрібні водойми (0,5—1,5 м завглибшки), його представників спостерігали на дні мулистої річки на глибині 3-5 метрів. Підвид sternotherus minor peltifer полюбляє струмки і річки, а підвид sternotherus minor minor любить стоячі водойми. Черепаха рідко виходить зі свого рідного водоймища, і не може довго залишатися під прямими сонячними променями. При небезпеці видає різкий мускусний запах. Дуже забіякувата.
У теплих водоймах активна цілий рік, але з просуванням виду на північ, чітко спостерігається період зимівлі. Зазвичай це грудень і лютий. Зимують вони у м'якому дні русла річки або у тріщинах, занурених у воду, під камінням. Також можуть зимувати і у відповідних для цього норах.
Активна вдень. Харчується водяними безхребетними, молюсками, багатоніжками, хробаками, рибою, водною рослинністю. У молодих черепашенят можуть бути прояви канібалізму. Молоді тварини віддають перевагу комахам, дорослі — равликам і молюскам, раковини яких розтрощують потужними щелепами.
Самці стають статевозрілими при довжині карапаксу 55—70 мм у віці 4 років. Самиці дозрівають пізніше — у 5—9 років, при довжині карапакса 70—85 мм. Шлюбний період починається у березні—квітні і триває до червня. Відмінно розмножуються і без зимівлі. Максимальна статева активність спостерігається у сонячну погоду весною та влітку. Спарювання може тривати від години до майже доби. Залицяння неагресивне, без травм.
У травні—червні самиця відкладає 1—5 довгастих яйця у твердій шкаралупі розміром 27х15/21, 2—32,8 мм. Тендітна, схожа на порцеляну шкаралупа яєць спочатку прозоро—рожева, але з часом стає білою і непрозорою. Яйця відкладаються в поглиблення у ґрунті, часто біля дерев або повалених стовбурів. За сезон буває від 2 до 4 кладок. Інкубаційний період триває 61—123 діб. Молоді черепахи можуть виділяти мускусний секрет, навіть не встигнувши проклюнуться з яйця. Пластрон у молодих sternotherus minor minor рожево—білий, в той час як у молодих sternotherus minor peltifer він жовто—помаранчевий.
Тривалість життя становить 20—23 років.

## Розповсюдження
Мешкає у США: від південного заходу Вірджинії, сходу Теннессі, південного сходу Алабами і центральної Джорджії до Флориди і басейну р. Перл-Рівер у Міссісіпі.

## Підвиди
- Sternotherus minor minor
- Sternotherus minor peltifer